# Undercut (Motorsport)
Undercut (von Englisch „unterbieten“) bezeichnet im Motorsport, ausschließlich bei Rundstreckenrennen eine Strategie, durch einen vorgezogenen Boxenstopp an einem Gegner vorbeizukommen, ohne ihn auf der Strecke überholen zu müssen. Die gegenteilige Variante mit verzögertem Stopp wird Overcut genannt. Die Erfolgsaussichten sind unter anderem vom Reifenverhalten abhängig.
Die „normale“ Variante mit frühem Stopp funktioniert innerhalb eines Zeitfensters, wenn der Gegner mit nachlassenden Reifen nicht zulegen kann. Der früher Stoppende fällt dabei zwar durch den Zeitverlust beim Boxenstopp zunächst zurück, kann danach aber mit frischen Reifen schnellere Zeiten erzielen als der noch auf älteren Reifen fahrende Gegner, der dadurch mit seinem eigenen Boxenstopp hinter den zuerst Stoppenden zurückfällt und somit indirekt von diesem überholt wird. Die Verteidigung dagegen besteht darin, spätestens eine Runde nach dem Angreifer zu wechseln.
Bei einem Wechsel von weichen auf harte Reifen kann es dagegen besser sein, später zu wechseln, sofern sich der weiche Reifen nicht zu sehr abgebaut hat, da der Gegner mit den harten Reifen nicht so schnell fahren kann wie der länger draußen bleibende Fahrer. Da in der Formel 1 ein Einsatz zweier Reifentypen von dreien vorgeschrieben ist, kann auch dieser Fall eintreten. In der DTM ist ein Boxenstopp in einem nach Rundenzahl bestimmten „Fenster“ vorgeschrieben. Hier ist eine Undercut-Strategie nur nach dem Abbauverhalten der Einheitsreifen möglich.